# Jens Nackaert
Jens Nackaert is een personage uit de Vlaamse soapserie Wittekerke dat werd gespeeld door Frank Van Erum. Hij maakte zijn opwachting halverwege het laatste seizoen in 2008.

## Personage
Jens is de nieuwe politieagent van Wittekerke; hij volgt Kevin op. Jens heeft echter nogal geldproblemen.